# Военная академия имени Фридриха Энгельса
Военная академия имени Фридриха Энгельса (нем. Militärakademie „Friedrich Engels“) — высшее военное учебное заведение в ГДР, г. Дрезден. Центр военно — научных исследований в ГДР.

## История

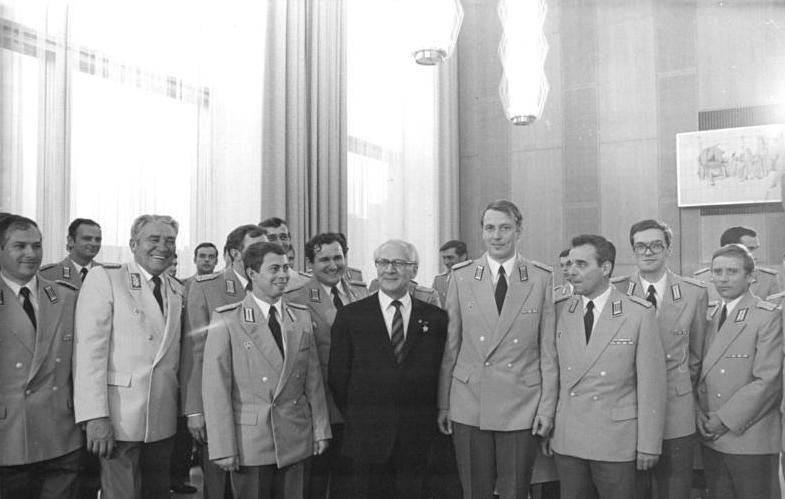
Эрих Хонеккер с выпускниками академии имени Фридриха Энгельса

Миссия Военной академии состояла в подготовке офицеров всех видов вооруженных сил Национальной Народной Армии ГДР. Образование и степени, получаемые выпускниками академии соответствовали аналогичным в советских военных академиях.
Военная академия имени Фридриха Энгельса была открыта 5 января 1959 года. С 1953 года в здании академии находился колледж для подготовки офицеров Казарменной народной полиции (Kasernierte Volkspolizei, KVP), с октября 1956 года колледж был переименован в Колледж для офицеров Национальной Народной Армии (NVA). Начальником этого учебного заведения с 1953 по 1959 год был полковник Вильгельм Адам (1893—1978).

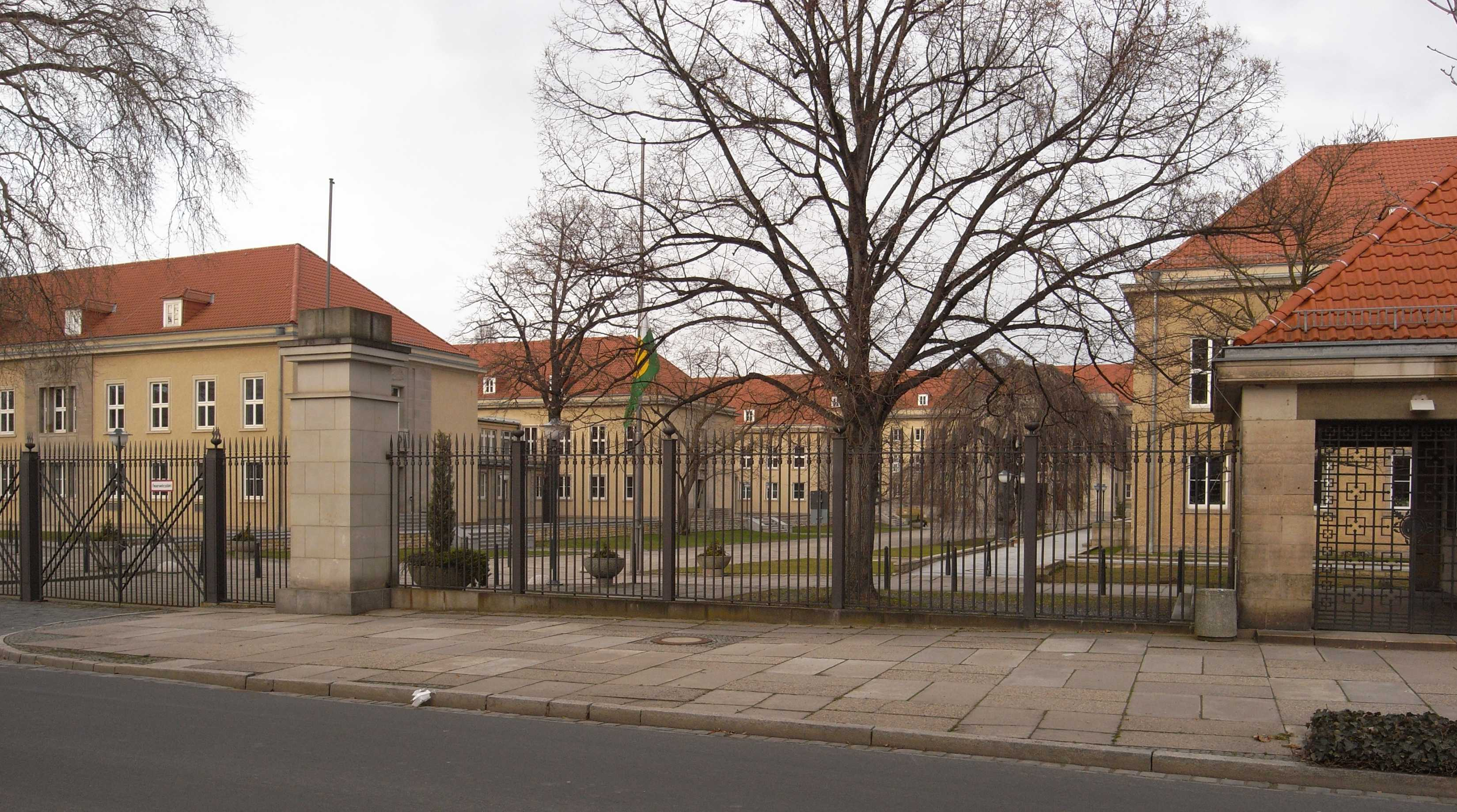
Кампус академии имени Фридриха Энгельса

Военная академия готовила также военных специалистов с присуждением научных степеней. За выдающиеся достижения в учебе в академии выпускник мог получить «специальный диплом» министра национальной обороны, соответствующий золотой медали для выпускников академий в Советском Союзе. Для получения «специального диплома» курсантам академии надо было иметь отметки не менее «очень хорошо» (sehr gut) по всем предметам и на отлично защитить дипломную работу.
Военная академия имени Фридриха Энгельса с 1956 по 1990 год располагалась в монументальных зданиях бывшего вермахта Luftgaukommando IV. Здания были построены в 1935—1938 годах по проекту архитектора Вильгельма Крейса и находились на нынешней улице Августа-Бебеля в Дрездене. После Второй Мировой войны и до 1952 года здания использовались правительством Саксонии и саксонским государственным парламентом.
Курсантами академии были офицерами, которые ранее окончили технический колледж или университет и приобрели опыт работы в войсках. Прием в академию осуществлялся по результатам вступительных экзаменов, учеба длилась 3-3, 5 года. В конце обучения курсанты должны были подготовить и защитить дипломную работу. В академии было 5 факультетов: социальных наук, сухопутных войск, авиации и ПВО, военно-морских сил, технологий и вооружения. С 1970 года факультеты назывались подразделениями.  В 1990 году в академии было восемь кафедр. Кроме учебной деятельности, в академии проводилась научно-исследовательская работа. За время работы академии её закончили около 6500 офицеров.
После объединения Германии академия была закрыта, в её зданиях ныне располагается Дрезденский технический университет.

## Руководство
Начальник Военной академии назначался из представителей Верховного командования Варшавского договора. В разное время начальниками академии были:
- Генерал-майор Генрих Доллветель (Heinrich Dollwetzel), (1 октября 1958 года — 30 сентября 1959 года)
- Генерал-майор Фриц Йохне (Fritz Johne), (1 октября 1959 года — 31 мая 1963 года)
- Генерал-майор Генрих Хайч (Heinrich Heitsch), (1 июня 1963 года — 30 апреля 1964 года)
- Генерал-майор Ханс Визнер (Hans Wiesner), (1 мая 1964 года — 10 декабря 1986 года)
- Генерал-лейтенант Манфред Геммерт (Manfred Gehmert), (11 декабря 1986 года — 28 февраля 1990 года)
- Генерал-лейтенант Ханс Слад (Hans Süß), (1 марта — 30 сентября 1990 года)
- Полковник Герхард Колич (Gerhard Kolitsch), (1-2 октября 1990 года)

## Выпускники
В разное время академию заканчивали:
- Хорст Силла, генерал-лейтенант.
- Бернд Лейстнер, генерал-майор.
- Вернер, Грёнинг, генерал-лейтенант.